# Жабін-Луковський
Жабін-Луковський (пол. Żabin Łukowski) — село в Польщі, у гміні Карнево Маковського повіту Мазовецького воєводства.
Населення — 74 особи (2011).
У 1975-1998 роках село належало до Цехановського воєводства.

## Демографія
Демографічна структура станом на 31 березня 2011 року:
|          | Загалом | Допрацездатний вік | Працездатний вік | Постпрацездатний вік |
| -------- | ------- | ------------------ | ---------------- | -------------------- |
| Чоловіки | 33      | 10                 | 19               | 4                    |
| Жінки    | 41      | 11                 | 22               | 8                    |
| Разом    | 74      | 21                 | 41               | 12                   |